# Tong Wen
Tong Wen (佟文S, Tóng WénP; Tientsin, 1º febbraio 1983) è una judoka cinese, vincitrice della medaglia d'oro nella categoria oltre i 78 kg alle Olimpiadi di Pechino 2008, e della medaglia di bronzo nella stessa categoria alle Olimpiadi di Londra 2012.

## Palmarès
- Giochi olimpici

 Oro Pechino 2008: oro nella categoria oltre i 78 kg
 Bronzo Londra 2012: bronzo nella categoria oltre i 78 kg
- Campionati mondiali di judo

 Bronzo 2001 - Monaco di Baviera: bronzo nella categoria Open.
 Oro 2003 - Osaka: oro nella categoria Open.
 Oro 2005 - Il Cairo: oro nella categoria oltre i 78 kg.
 Oro 2007 - Rio de Janeiro: oro nella categoria oltre i 78 kg.
 Oro 2008 - Levallois-Perret: oro nella categoria Open.
 Oro 2009 - Rotterdam: oro nella categoria oltre i 78 kg.
 Oro 2011 - Parigi: oro nella categoria oltre i 78 kg.
 Oro 2011 - Tjumen': oro nella categoria Open.
- Giochi asiatici

2002 - Pusan: oro nella categoria Open.
2006 - Doha: oro nella categoria oltre i 78 kg.
- Campionati asiatici di judo

2000 - Osaka: oro nella categoria oltre i 78 kg.